# Histoire du snooker
L'article l'histoire du snooker a pour objectif de faire une synthèse plus ou moins précise de l'histoire d'une variante populaire du billard ; le snooker.
L'article va aborder l'histoire de la discipline ; sa création et son évolution. Il va aussi traiter de l'histoire des tournois de snooker. Le classement mondial sera aussi abordé, ainsi que quelques records tels que les records de gains en tournois et en argent, les records de century breaks et de breaks maximaux.

## Histoire du jeu

### Création
Le snooker a été inventé par Francis Fitzgerald Neville Chamberlain. En 1875, alors en Inde, pays où le billard était fort apprécié par les officiers de l'armée britannique, Chamberlain a suggéré d'ajouter des billes de couleurs au billard classique. Les billes colorées furent donc ajoutées à sa demande lors d'une réunion militaire, à savoir la bille jaune, la bille verte et la bille rose. Les billes marron et bleue furent ajoutées en 1880.

### Premières compétitions
En 1916, le tout premier tournoi de snooker a été mis en place ; il s'agissait d'un championnat d'Angleterre pour les amateurs. En 1927, la légende du snooker, Joe Davis introduit un championnat du monde professionnel. C'est d'ailleurs Davis lui-même qui remporte la compétition. Dans les années 30, la discipline devient très populaire, à tel point que le snooker devient le billard le plus pratiqué au monde.
En 1940, un match historique a lieu entre les frères Davis, en finale du championnat du monde. Joe remporte le match à la manche décisive (37-36). C'est la seule fois de l'histoire que deux frères s’affrontent à ce stade d'une compétition aussi importante.
Lors des éditions suivantes du championnat du monde professionnel, c'est Davis qui continue de dominer le jeu ; il remporte quatorze autres fois le titre, jusqu'à son retrait en 1946.
Le retrait de Davis ne change pas le fonctionnement de la compétition ; un championnat du monde annuel est tenu. Fred Davis et John Pulman sortent du lot et dominent le circuit ; Davis remporte la compétition à huit reprises et Pulman s'impose lui aussi huit fois. A cette époque, Rex Williams devient le meilleur constructeur de breaks de la discipline lorsqu'il signe un break de 142 points en 1965. Cependant, c'est Joe Davis qui reste devant avec son break de 147 points signé en 1955.

### L’ère moderne

#### 1968-1978
À partir de 1968, le snooker en compétition évolue ; une saison composée de trois épreuves est mise en place. En 1969, la discipline entre dans une nouvelle dimension ; la BBC diffuse le Pot Black. Cette diffusion depuis Birmingham s'avère être un succès. En 1972, la victoire d'Alex Higgins au championnat du monde propulse la discipline encore plus haut. L'année suivante, le championnat du monde est diffusé pour la première fois. C'est la légende Ray Reardon qui remporte la compétition pour la première fois. Reardon remporte par la suite six autres titres de champion du monde. En 1976, un classement mondial est mis en place. En 1977, le championnat du monde s'installe au Crucible Theatre de Sheffield ; lieu devenu emblématique aujourd'hui puisque le tournoi s'y dispute toujours.
Âgé de 64 ans en 1978, Fred Davis atteint les demi-finales du championnat du monde, éliminant sur son chemin John Virgo, Dennis Taylor et Patsy Fagan. Il est battu par le sud-africain Perrie Mans dans une demi-finale à suspense, durant laquelle il manque une bille rose qui lui aurait permis de revenir à une manche de son adversaire. La tension était telle que dans le public, Joe Davis manqua de tomber de son siège, et, à la fin de cette manche, dût être conduit à l'hôpital pour y être opéré. Il décède quelques semaines plus tard. Cet épisode dramatique tient une place importante dans la légende du snooker. La bille manquée par Fred Davis est surnommée « la bille qui tua Joe Davis ».

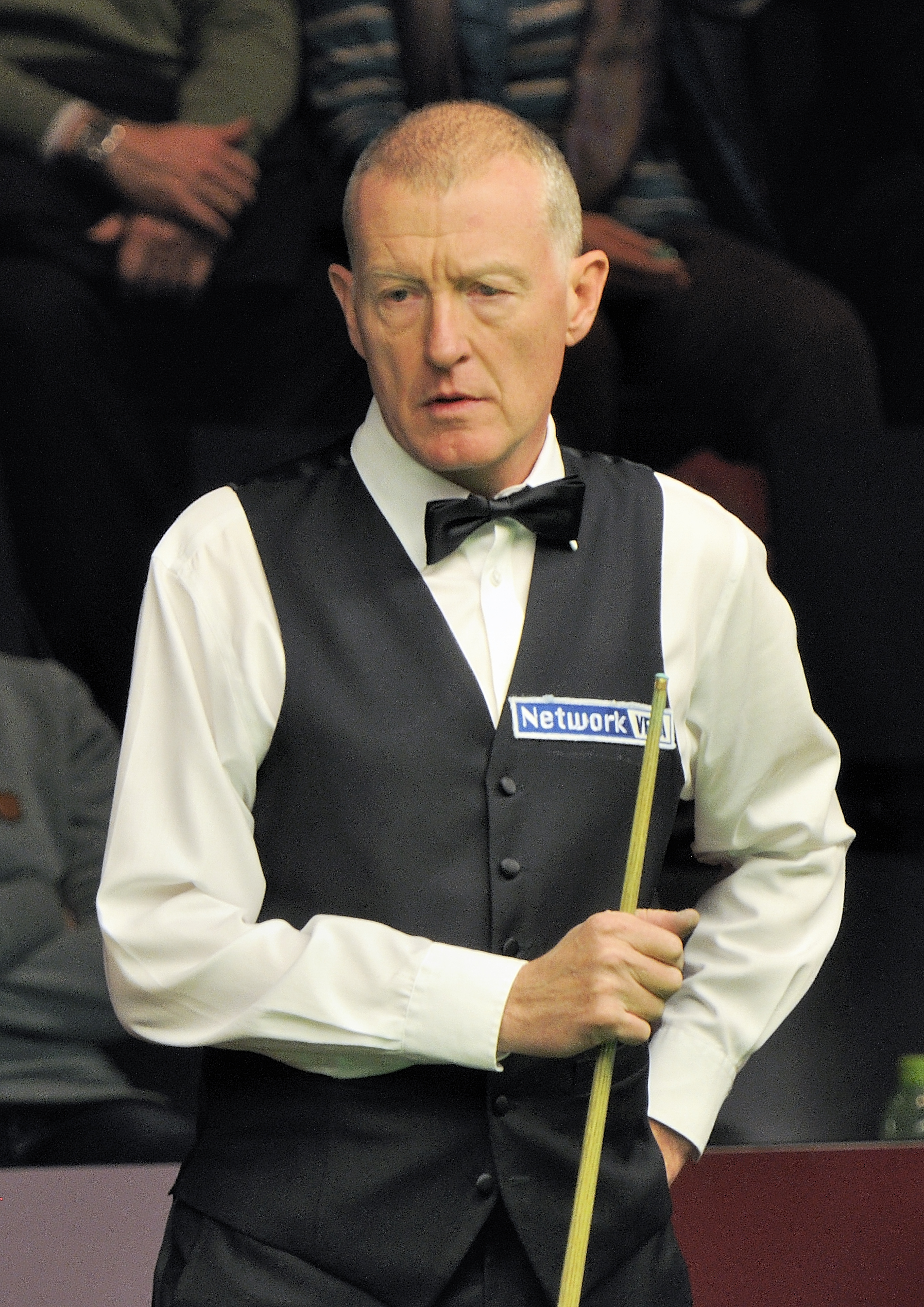
Steve Davis en 2014.

#### Les années de Steve Davis
À partir des années 80, l'un des grands noms de la discipline s'inscrit dans le jeu : Steve Davis. Davis remporte pendant cette période six titres de champion du monde et domine le classement mondial. Davis remporte aussi le championnat du Royaume-Uni, le Masters ou encore l'Open d'Écosse et le Classique. Cette domination motive les autres joueurs à travailler encore plus dur pour essayer de battre Davis, mais aussi les spectateurs qui trouvent le jeu divertissant. Au début des années 80, un certain Jimmy White commence sa carrière. White est vu comme l'avenir du jeu ; il a un jeu basé sur l'attaque et est gaucher, ce qui est peu commun dans le snooker.
Le 11 janvier 1982, Davis entre encore plus dans l'histoire en signant le premier break maximal télévisé.
C'est aussi en 1980 que pour la première fois, le championnat du monde n'est par remporté par un britannique, mais par le Canadien Cliff Thorburn.
A la fin de la décennie, Davis se montre moins performant et un certain Stephen Hendry commence à triompher. Le sport continue de s'étendre dans le monde et le circuit professionnel voit aussi son nombre de joueurs s’accroître ; 200 joueurs professionnels sont à noter à la fin des années 80.

#### Les années de Stephen Hendry

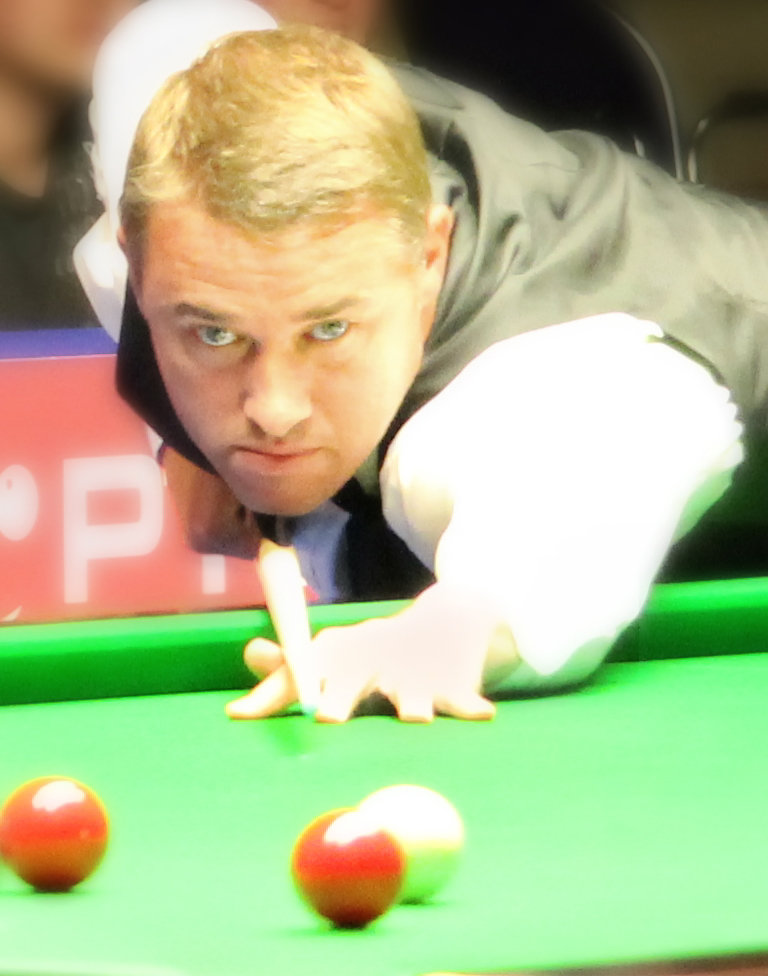
Stephen Hendry en 2011.

Au début des années 90, une nouvelle génération de joueurs voit le jour ; celle de Stephen Hendry, John Parrott, Ken Doherty, Ronnie O'Sullivan ou encore John Higgins. Cependant, Hendry se démarque rapidement de tout ces joueurs. Il remporte sept titres au championnat du monde, dont cinq à la suite (1992, 1993, 1994, 1995 et 1996). White sort aussi du lot avec ses six défaites en finale du mondial. Sur ses six finales, cinq ont été perdues contre le même homme, à savoir Stephen Hendry, d'où son surnom d'« éternel second ».
En 1993, O'Sullivan remporte à 17 ans le championnat du Royaume-Uni. Cette victoire fait de lui le plus jeune vainqueur d'un tournoi dans l'histoire du snooker.
Après 1995, Hendry joue un rôle un peu moins important et d'autres joueurs se révèlent. C'est le cas de Ken Doherty qui remporte le championnat du monde 1997 contre Hendry. C'est d'ailleurs la première fois que Hendry perd une finale au championnat du monde. John Higgins remporte aussi le championnat du monde 1998 à un très jeune âge.
En 1997, O'Sullivan entre encore une fois dans l'histoire lorsqu'il signe le 147 le plus rapide jamais enregistré.
La diffusion des tournois classés est en revanche plus difficile ; l’ascension du football fait beaucoup de mal au snooker et les chaînes de télévision priorisent la diffusion du football aux autres sports. C'est d'ailleurs après l'édition 1993 de l'Open britannique de snooker que l'ITV abandonne la diffusion des tournois de snooker.

### Le snooker depuis 2000
Au début des années 2000, la discipline n'est plus dominée par un joueur en particulier ; les titres sont partagés et les premières grosses surprises sont visibles dans les tournois de classement. Le nombre de tournois annuels est également augmenté par la fédération.
Ronnie O'Sullivan et John Higgins confirment leur potentiel en remportant chacun plusieurs titres mondiaux. D'autres joueurs émergent, tel que Shaun Murphy qui devient le premier joueur issu des qualifications à remporter le championnat du monde. Mark Williams et Mark Selby remportent chacun trois titres au championnat du monde. Lorsqu'il remporte le titre en 2000, Williams devient le premier gaucher à devenir champion du monde. En 2010, Neil Robertson devient le premier joueur australien à devenir champion du monde depuis Horace Lindrum.
En 2000, alors âgé de 19 ans et quinze jours, Stephen Maguire devient le plus jeune joueur de l'histoire à signer un break de 147 points.
Pendant cette période, la fédération internationale de snooker et de billard en général (WPBSA), développe d'autres types d'événements. La première ligue et le Shoot-Out sont différents des autres tournois puisque les joueurs ont une contrainte de temps entre chaque coup. Un championnat du monde à six billes rouges est aussi mis en place par la fédération internationale. Le tournoi a lieu annuellement à Bangkok.
Pour la saison 2010-2011, un championnat du circuit des joueurs est mis en place par le président de la WPBSA. Il s'agit d'une tournée dans toute l'Europe pour les joueurs professionnels. Les différentes épreuves se jouent sur trois jours (le week-end) et les dotations sont moins importantes que sur les tournois de classement. Critiqué par les meilleurs joueurs, le circuit est supprimé après la saison 2015-2016. Pour compenser le manque de compétitions, la fédération augmente le nombre de tournois classés annuels.
En 2010-2011, Reanne Evans devient la première joueuse féminine à jouer sur le circuit professionnel.
En 2019, Ronnie O'Sullivan rentre un peu plus dans l'histoire du jeu lorsqu'il signe son millième century en carrière ; un chiffre jamais atteint auparavant.
En 2016, aux qualifications de l'Open de Chine, Anthony Hamilton et Kyren Wilson réalisent le plus grand nombre de centuries inscrits à la suite dans une rencontre au meilleur des neuf manches, six century breaks d'affilée sont à dénombrer durant le match.
Aujourd'hui, d'autres noms ont émergé dans la discipline ; Judd Trump notamment.
Le jeu continue aussi de se populariser avec la diffusion de la majorité des tournois en Europe, sur les chaines d'Eurosport. En Asie, l'émergence de certains joueurs comme James Wattana et Ding Junhui font également grandir la discipline. Lors de la saison 2019-2020, la Chine est représentée par 23 joueurs professionnels, ce qui fait du pays le deuxième le plus représenté sur le circuit principal, juste derrière l’Angleterre qui en compte 59. A noter que la première finale 100% chinoise avait été disputé par Ding, lors du Masters de Shanghai 2013, contre Xiao Guodong.
Au championnat du monde de snooker 2019, Luca Brecel (Belgique) et Gary Wilson (Angleterre) jouent la plus longue manche de l'histoire du championnat, qui dure 79 minutes et 31 secondes. Par ailleurs, c'est Wilson qui en sort victorieux.
En mars 2020, Trump rentre dans l'histoire du snooker en remportant six tournois de classement en une seule saison. Bien que éclipsée, la finale atteinte par Graeme Dott lors du Grand Prix mondial 2020 a sa place dans l'histoire du snooker. En effet, elle a fait de Dott le premier joueur de l'histoire à atteindre une finale de classement sur quatre décennies différentes ; lui qui avait été finaliste de l'Open d'Écosse 1999, du championnat du monde 2004 et du championnat du monde 2010.
Depuis le début des années 2010 et la mise en place de tournois professionnels en Europe continentale (PTC ensuite devenu European tour), le snooker s'ouvre davantage au continent, et en particulier à l'Europe centrale (Belgique, Allemagne, Pologne et Ukraine). Le Belge Luca Brecel est le premier joueur du continent à disputer la finale d'un tournoi classé (2016) et à en remporter un (2017). En avril 2023, il réussit même l'exploit d'être sacré champion du monde. En mars 2025, alors âgé de 14 ans, Michal Szubarczyk (Pologne) devient le plus jeune professionnel de l'histoire en vertu de sa finale au championnat d'Europe amateur. Il est aussi le troisième polonais à réussir cette performance. Déjà quelques années auparavant, l'Ukrainien Iulian Boiko avait réalisé une pareille performance, en étant âgé de seulement 15 ans.

## Tournois de snooker

### Tournois classés

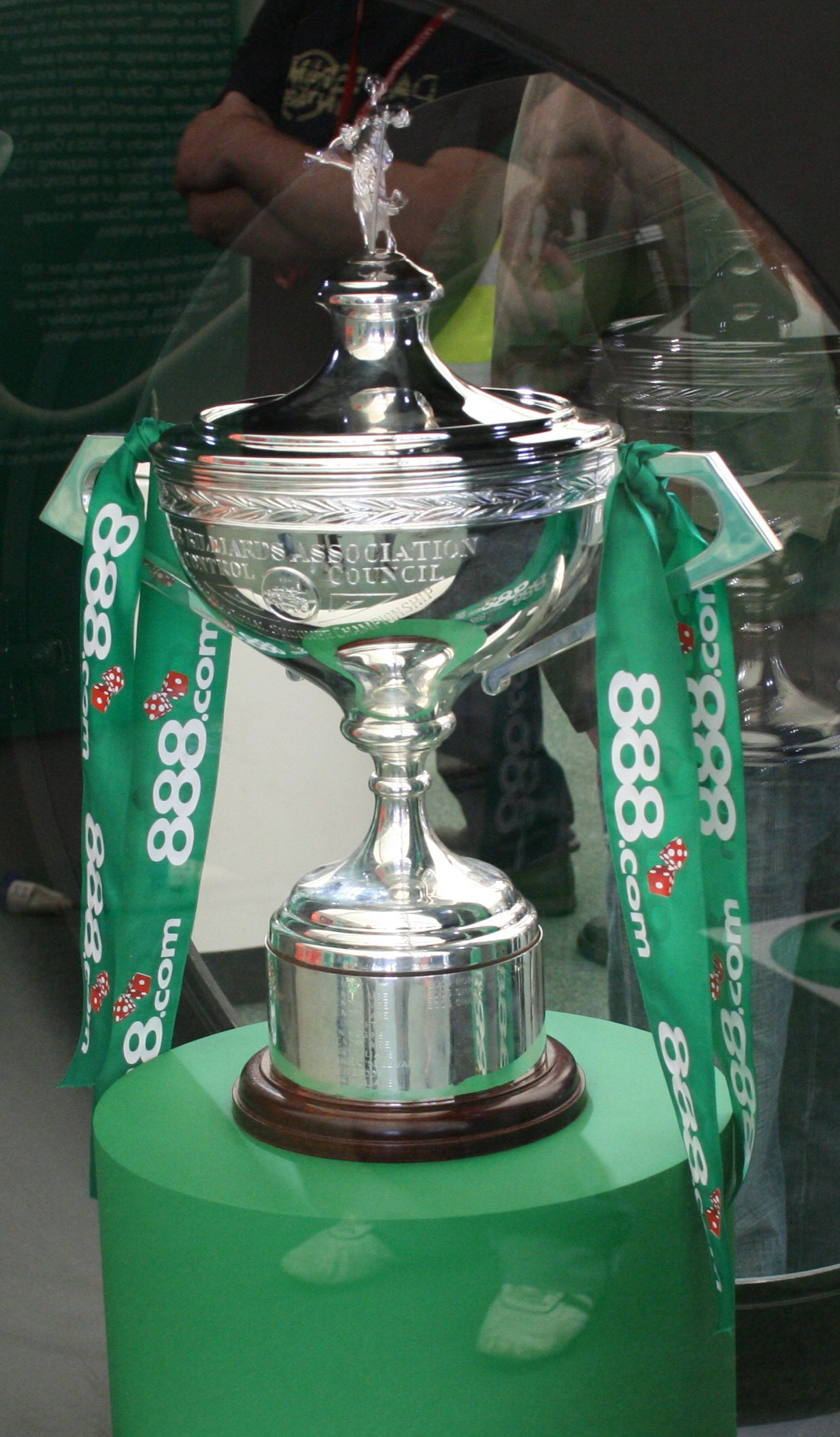
Trophée du championnat du monde de snooker.

Voici une liste des principaux tournois classés de snooker :
| Tournoi                               |
| ------------------------------------- |
| Championnat du monde de snooker       |
| Championnat du Royaume-Uni de snooker |
| Championnat international de snooker  |
| Championnat de Chine de snooker       |
| Championnat du circuit de snooker     |
| Championnat des joueurs de snooker    |
| Championnat de Bahreïn de snooker     |
| Open de Chine de snooker              |
| Open mondial de snooker               |
| Open d'Angleterre de snooker          |
| Open d'Irlande du Nord de snooker     |
| Open d'Écosse de snooker              |
| Open du pays de Galles de snooker     |
| Open de Gibraltar de snooker          |
| Open d'Inde de snooker                |
| Open britannique de snooker           |
| Open d'Europe de snooker              |
| Open Strachan de snooker              |
| Open d'Australie de snooker           |
| Masters d'Europe de snooker           |
| Masters d'Allemagne de snooker        |
| Masters de Shanghai de snooker        |
| Masters de Thaïlande de snooker       |
| Masters d'Irlande de snooker          |
| Grand Prix mondial de snooker         |
| Grand Prix de Malte de snooker        |
| Snooker Shoot-Out                     |
| Coupe de Malte de snooker             |
| Trophée d'Irlande du Nord de snooker  |
| Classique de Dubai de snooker         |
| Classique de Wuxi de snooker          |
| Classique Paul Hunter de snooker      |

### Tournois non classés

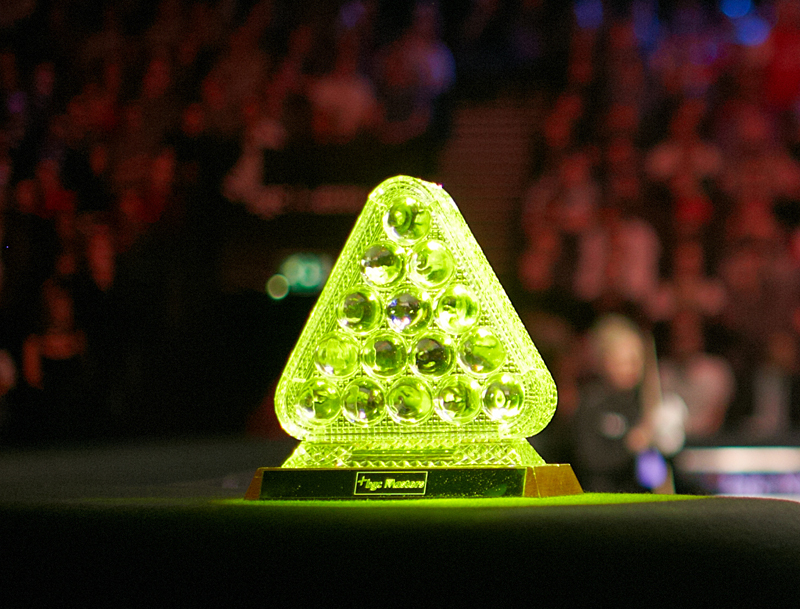
Le trophée du Masters en 2012.

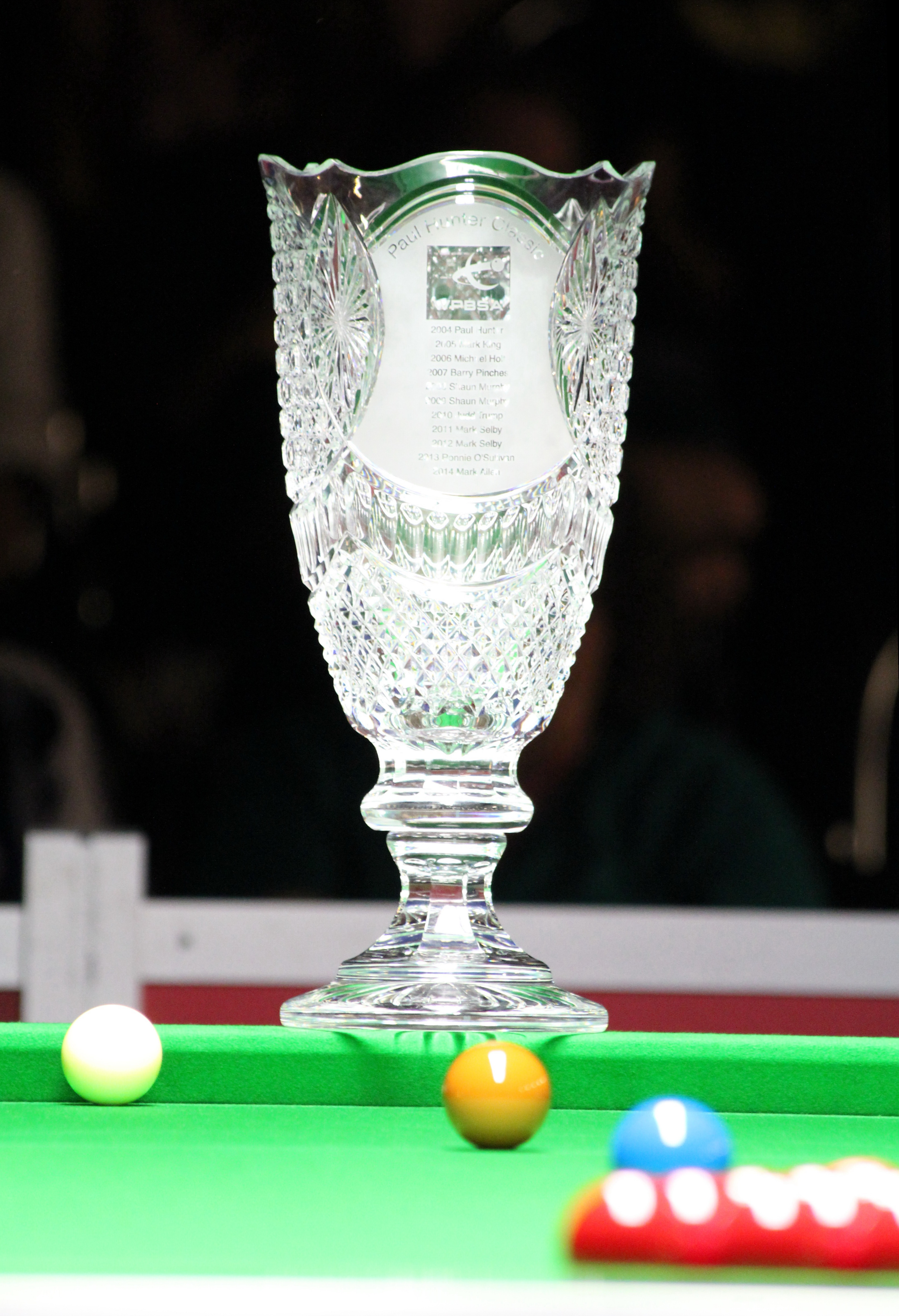
Le trophée du Classique Paul Hunter 2017.

Voici une liste des principaux tournois non classés de snooker :
| Tournoi                              |
| ------------------------------------ |
| Masters de snooker                   |
| Champion des champions de snooker    |
| Masters de Shanghai de snooker       |
| Championnat de la ligue de snooker   |
| Championnat de Chine de snooker      |
| Classique Paul Hunter de snooker     |
| Snooker Shoot-Out                    |
| Première ligue de snooker            |
| Coupe des champions de snooker       |
| Masters d'Écosse de snooker          |
| Masters d'Irlande de snooker         |
| Trophée d'Irlande du Nord de snooker |
| Classique de Wuxi de snooker         |
| Open de Chine de snooker             |
| Grand Prix mondial de snooker        |
| Grand Prix de Malte de snooker       |
| Masters de Roumanie de snooker       |

### Tournois alternatifs
Le terme alternatif désigne une variante du snooker. Seul le championnat du monde à six billes rouges est reconnu comme un tournoi alternatif à ce jour.

### Tournois par équipes
Voici les deux principaux tournois de snooker par équipes :
| Tournoi                      |
| ---------------------------- |
| Coupe du monde de snooker    |
| Coupe des nations de snooker |

### Tournois pro-am
Un tournoi est dit pro-am lorsque des joueurs professionnels et des joueurs amateurs peuvent y participer. A l'heure actuelle, il existe deux tournois pro-am dans le calendrier mondial. Voici une liste des principaux tournois pro-am qui ont existé au niveau mondial :
| Tournoi                          |
| -------------------------------- |
| Open de Vienne de snooker        |
| Pink Ribbon de snooker           |
| Coupe du Golden Q de snooker     |
| Open d'Autriche de snooker       |
| Classique Paul Hunter de snooker |
| Tournois de Prestatyn            |

### Autres tournois
D'autres tournois ont aussi été mis en place par la WPBSA. C'est le cas par exemple du Masters de Macao qui s'est disputé une seule fois en 2018. Le tournoi était assez spécial puisqu'il s’agissait d'un tournoi divisé en deux compétitions ; l'une en simple et l'une par équipes. Le tournoi s'est joué avec six billes rouges sur la table. D'autre événements tels que le Pot Black, ou encore le Power Snooker se sont joués dans les années 2000.
La fédération internationale a également créé des circuits réservés à certains joueurs. C'est le cas du circuit du challenge qui a été mis en place en 2018 pour les joueurs amateurs. Une tournée mondiale seniors a aussi été instaurée au calendrier en 2017. Cette tournée relativement achevée est constituée de plusieurs épreuves telles que le championnat du monde seniors, le championnat du Royaume-Uni senior, ou encore le Masters d'Irlande seniors.
En 2010-2011, le championnat du circuit des joueurs, tournée dans toute l'Europe pour les professionnels est également annoncée. Le circuit disparaît finalement après la saison 2015-2016. Egalement à partir de 2011, les joueurs amateurs obtiennent l’opportunité de devenir professionnels en s'affrontant sur la Q School. Le tournoi se déroule sur trois étapes ; à l'issue de chaque étape, quatre nouveaux joueurs deviennent professionnels.

## Classement mondial de snooker
Comme dit dans le paragraphe « 1968-1977 » (section « L'ère moderne »), les joueurs professionnels de snooker ont commencé à être classés à partir de 1976. Seuls les points engrangés dans les tournois classés (voir ci-dessus) comptent pour le classement. Encore aujourd'hui, le système est le même. Le classement a une importance puisqu'il ouvre les portes pour certains tournois. Par exemple, seuls les seize meilleurs du classement peuvent participer au Masters. C'est de même pour le championnat du monde ; seuls les seize premiers du classement sont automatiquement qualifiés, les autres joueurs devant passer par les qualifications.
Voici un extrait du classement mondial à l'issue du championnat du monde 2019 :
| Rang | Joueur            | Points    |
| 1.   | Ronnie O'Sullivan | 1 196 500 |
| 2.   | Judd Trump        | 1 166 500 |
| 3.   | Mark Williams     | 1 028 000 |
| 4.   | Neil Robertson    | 842 500   |
| 5.   | John Higgins      | 795 500   |
| 6.   | Mark Selby        | 752 225   |
| 7.   | Mark Allen        | 677 000   |
| 8.   | Kyren Wilson      | 561 225   |
| 9.   | Barry Hawkins     | 409 500   |
| 10.  | Ding Junhui       | 403 500   |

Depuis quelques saisons maintenant, les points accumulés par les joueurs en une saison rentrent en jeu. Ces points ouvrent les portes sur d'autres tournois comme ceux de la coupe Coral, constituée du Grand Prix mondial, du championnat des joueurs et du championnat du circuit.
Voici un extrait du classement des points accumulés par les joueurs en 2019-2020 (classement provisoire) :
| Rang | Joueur          | Points    |
| 1.   | Judd Trump      | 1 196 500 |
| 2.   | Shaun Murphy    | 383 000   |
| 3.   | Mark Selby      | 285 500   |
| 4.   | Neil Robertson  | 274 500   |
| 5.   | Ding Junhui     | 261 250   |
| 6.   | Yan Bingtao     | 206 500   |
| 7.   | Mark Allen      | 165 500   |
| 8.   | John Higgins    | 158 500   |
| 9.   | Stephen Maguire | 152 000   |
| 10.  | Kyren Wilson    | 150 000   |

Voici un extrait des résultats de la coupe Coral 2020 (classement provisoire) :
| Rang | Joueur          | Points  |
| 1.   | Judd Trump      | 132 500 |
| 2.   | Neil Robertson  | 100 000 |
| 3.   | Yan Bingtao     | 50 000  |
| 4.   | Graeme Dott     | 40 000  |
| 5.   | Stephen Maguire | 30 000  |
| 6.   | Shaun Murphy    | 30 000  |
| 7.   | John Higgins    | 27 500  |
| 8.   | Joe Perry       | 27 500  |
| 9.   | Kyren Wilson    | 20 000  |
| 10.  | Tom Ford        | 20 000  |

## Records

### Record d'années à la place de numéro un mondial
Voici un classement des quatre joueurs qui sont restés le plus longtemps à la première place mondiale :
| Rang | Joueur         | Durée      |
| 1.   | Stephen Hendry | huit ans   |
| 2.   | Steve Davis    | sept ans   |
| 3.   | Mark Selby     | quatre ans |
| 3.   | Ray Reardon    | quatre ans |

### Plus titrés en tournois classés
Voici un classement des cinq joueurs les plus titrés sur les tournois de classement :
| Rang | Joueur            | Titres |
| 1.   | Ronnie O'Sullivan | 41     |
| 2.   | Stephen Hendry    | 36     |
| 3.   | John Higgins      | 31     |
| 4.   | Steve Davis       | 28     |
| 5.   | Mark Williams     | 26     |

### Gains en argent
Voici un classement des huit joueurs qui ont remporté le plus d'argent sur les tournois :
| Rang | Joueur            | Gains        |
| 1.   | Ronnie O'Sullivan | 11 041 134 £ |
| 2.   | Stephen Hendry    | 8 750 581 £  |
| 3.   | John Higgins      | 8 336 569 £  |
| 4.   | Mark Williams     | 6 402 114 £  |
| 5.   | Mark Selby        | 5 765 934 £  |
| 6.   | Steve Davis       | 5 613 536 £  |
| 7.   | Neil Robertson    | 4 943 845 £  |
| 8.   | Jimmy White       | 4 786 654 £  |

### Centuries et breaks maximaux
Voici le classement des quinze joueurs ayant réalisé le plus de centuries en carrière (extrait de l'article Break (snooker)) :
| Rang | Joueur            | Nombre de centuries |
| ---- | ----------------- | ------------------- |
| 1    | Ronnie O'Sullivan | 1 262               |
| 2    | John Higgins      | 993                 |
| 3    | Judd Trump        | 978                 |
| 4    | Neil Robertson    | 939                 |
| 5    | Mark Selby        | 821                 |
| 6    | Stephen Hendry    | 777                 |
| 7    | Ding Junhui       | 663                 |
| 8    | Shaun Murphy      | 656                 |
| 9    | Mark Williams     | 629                 |
| 10   | Mark Allen        | 618                 |
| 11   | Stuart Bingham    | 580                 |
| 12   | Marco Fu          | 526                 |
| 13   | Stephen Maguire   | 519                 |
| 14   | Ryan Day          | 468                 |
| 15   | Barry Hawkins     | 463                 |

### Autres records
- Plus jeune vainqueur du championnat du monde : Stephen Hendry (21 ans)[28]
- Joueur ayant inscrit le plus de centuries en une seule saison : Neil Robertson (103)[29]
- Joueur ayant remporté le plus de matchs sur le circuit professionnel : John Higgins (1088)[30]
- Record du break le plus rapide :  Ronnie O'Sullivan lors du championnat du monde 1997, le 21 avril 1997 (5 minutes et 20 secondes)[31]